# Korstol
Korstole er de katolske gejstliges bænke i dom- og klosterkirkernes kor.
Korstolene udvikledes i deres typiske form i den senere middelalder, efter at man tidligere havde kendt enkelte bispestole og andre højsæder. De ordnedes gerne langs korets vægge og kunne yderligere tjene til at afgrænse koret mod skibet. Foran et højt rygpanel har korstole mellem vanger med armlæn bevægelige træsæder, som kan klappes op og ned. På deres undersider har sæderne småkonsoller, hvortil en stående bekvemt kan støtte sig, og som derfor kaldes misericordia. Pragtfulde rækker af korstole er bevarede fra gotisk tid, i Danmark således i Roskilde Domkirke. I Tyskland kan fremhæves Jörg Syrlin den ældres korstole i Ulm. Betegnende for middelalderlig tankegang er det, at misericordia-konsollerne ofte udstyredes med vrængemasker, karikaturer eller drastiske fremstillinger af lasterne, som et slags modstykke til de religiøse relieffer over rygpanelerne.